# U-21-Fußball-Afrikameisterschaft 1997
Die U-21-Fußball-Afrikameisterschaft 1997 war die zehnte Auflage des vom Afrikanischen Fußballverband (CAF) organisierten Turniers für Junioren-Fußball-Nationalmannschaften (U-21) Afrikas. Das Turnier wurde vom 23. März bis 5. April 1997 in Marokko ausgetragen. Sieger wurde der Gastgeber durch einen 1:0-Sieg gegen Südafrika. Die beiden Finalisten sowie die unterlegenen Halbfinalisten Ghana und Elfenbeinküste qualifizierten sich für die Junioren-Weltmeisterschaft 1997 in Malaysia.

## Teilnehmer
Die folgenden Mannschaften qualifizierten sich für die Endrunde:
- Ägypten
- Elfenbeinküste
- Ghana
- Mali
- Marokko (Gastgeber)
- Sambia
- Südafrika
- Sudan

## Modus
Die Mannschaften spielten zunächst eine Vorrunde in zwei Gruppen mit je vier Mannschaften. Die beiden Erstplatzierten jeder Gruppe qualifizierten sich für das Halbfinale. Dort wurde bei Gleichstand eine Verlängerung und ggf. ein Elfmeterschießen ausgetragen.

## Gruppe A
Die Gruppe A wurde in Fès ausgetragen.
| Pl. | Verein  | Sp. | S | U | N | Tore    | Diff. | Punkte |
| --- | ------- | --- | - | - | - | ------- | ----- | ------ |
| 1.  | Ghana   | 3   | 3 | 0 | 0 | 006:000 | +6    | 09     |
| 2.  | Marokko | 3   | 1 | 1 | 1 | 002:100 | +1    | 04     |
| 3.  | Ägypten | 3   | 1 | 1 | 1 | 002:200 | ±0    | 04     |
| 4.  | Sudan   | 3   | 0 | 0 | 3 | 001:800 | −7    | 0      |

## Gruppe B
Die Gruppe B wurde in Meknès ausgetragen.
| Pl. | Verein         | Sp. | S | U | N | Tore    | Diff. | Punkte |
| --- | -------------- | --- | - | - | - | ------- | ----- | ------ |
| 1.  | Elfenbeinküste | 3   | 2 | 1 | 0 | 006:200 | +4    | 07     |
| 2.  | Südafrika      | 3   | 2 | 0 | 1 | 004:300 | +1    | 06     |
| 3.  | Sambia         | 3   | 0 | 2 | 1 | 004:500 | −1    | 02     |
| 4.  | Mali           | 3   | 0 | 1 | 2 | 004:800 | −4    | 01     |

## Halbfinale
|                |   |           |                |
| Ghana          | – | Südafrika | 1:1, 3:4 i. E. |
| Elfenbeinküste | – | Marokko   | 1:2            |

## Spiel um den dritten Platz
|                |   |       |     |
| Elfenbeinküste | – | Ghana | 2:0 |

## Finale
Das Finale wurde in Meknès ausgetragen.
|         |   |           |     |
| Marokko | – | Südafrika | 1:0 |

## Weltmeisterschaft
Marokko, Südafrika, die Elfenbeinküste und Ghana qualifizierten sich für die Junioren-Weltmeisterschaft 1997 in Malaysia. Dort zog Marokko als Gruppenzweiter hinter Uruguay, aber vor Belgien und dem Gastgeber ins Achtelfinale ein, schied dort gegen Irland aus. Ghana beendete seine Vorrundengruppe vor Irland, den USA und China als Sieger. Nach einem Sieg gegen die Vereinigten Arabischen Emirate schaltete Ghana im Viertelfinale Japan aus und schied im Halbfinale gegen Uruguay aus. Südafrika schied in der Vorrunde gegen Brasilien und Frankreich aus, die Elfenbeinküste gegen England, Mexiko und die Vereinigten Arabischen Emirate.